# Завод карбаміду в Арзу
Завод карбаміду в Арзу — підприємство хімічної промисловості, яке працює на північному заході Алжиру.
Ще в 1969 році в Арзу стала до ладу перша черга заводу азотних добрив, що належав алжирському державному нафтогазовому концерну Sonatrach. Вона мала у своєму складі виробництво сечовини (карбаміду) річною потужністю 61 тисяча тонн, а станом на 1991-й потужність майданчику оцінювалась у 132 тисячі тонн. Втім, завод Sonatrach (з 1980-х належав дочірній компанії Asmidal) у підсумку зустрівся зі суттєвими проблемами, так що станом на першу половину 2000-х виробництво сечовини в Алжирі було відсутнє.
У 2004-му компанія Fertalge Industries ввела в дію потужний комплекс карбаміду, спроможний випускати 1200 тонн на добу (річна потужність визначена як 400 тисяч тонн). Частина карбаміду використовується для продукування карбамідно-аміачної селітри (суміш водних розчинів карбаміду та аміачної селітри).
Майданчик Fertalge Industries розташований побіч із зазначеним на початку статті заводом Asmidal (який з середини 2000-х належить компанії Fertial), звідки отримує щонайменше рідку аміачну селітру.